# Житомирский военный институт имени С. П. Королёва
Житомирский военный институт имени С. П. Королёва (укр. Житомирський військовий інститут імені С. П. Корольова) — государственное военное учебное заведение высшего образования Украины  ІІІ уровня аккредитации, расположенное в городе Житомир. Основан в 1919 году.
В 1947–1996 годах формирование имело полное действительное наименование — Житомирское ордена Октябрьской Революции высшее училище радиоэлектроники противовоздушной обороны имени Ленинского комсомола.
Институт готовит как военных, так и гражданских специалистов в области радиотехники, системной инженерии, информационной и кибернетической безопасности; институт имеет большую научную школу, исследует и разрабатывает роботизированные системы военного назначения.

## История

### Предыстория в Русской императорской армии
Предшественником учебного заведения можно считать первые в мире курсы противовоздушной обороны, которые были созданы 8 декабря 1914 года. Эти курсы возглавил начальник Офицерской электротехнической школы в Петрограде — генерал-майор Георгий Бурман и руководил ими во время Первой мировой войны.

### РККА
После Октябрьской революции курсы прекратили своё существование. В Советской России была создана Высшая военная электротехническая школа комсостава Рабоче-крестьянской Красной Армии (ныне Военная академия связи имени С. М. Будённого), но полной преемственности подготовки специалистов противовоздушной обороны не произошло.
В феврале 1918 года в РККА начались мероприятия по созданию зенитной артиллерии и системы подготовки кадров к ней. В июне этого же года в Петрограде было создано Управление по формированию зенитных батарей, а в ноябре управление перевели в Калугу. С целью качественной организации и систематического обучения комсостава батарей ПВО, 13 февраля 1919 года командующий формированием зенитных батарей РККА Б. П. Ненашев своим приказом организовал в Калуге школу стрельбы по воздушным целям (воздушному флоту).
В мае 1919 года Управление перевели в Нижний Новгород и новым его командиром был назначен А. Н. Вукотич (служивший впоследствии в Повторной артшколе). 8 декабря 1919 года в школе стрельбы по воздушному флоту начались занятия.
С 1919 по 1934 год это было единственное в Союзе ССР военно-учебное заведение противовоздушной обороны. До Великой Отечественной войны она базировалась в следующих местах:
в поселке Двадцатая верста (ныне в черте города Одинцово) — с 1 октября 1921 года; в Москве (казармы им. Троцкого) с 1 октября 1922 года; в Петрограде (Ленинграде) — с 1 октября 1923 года.

### Севастопольское училище зенитной артиллерии

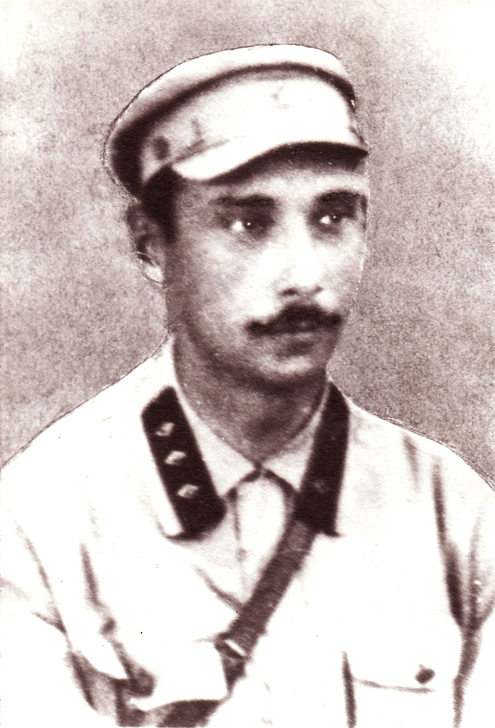
Вукотич Александр Николаевич (1890-1938) С октября 1927 по 9 апреля 1931 года - начальник Севастопольской школы зенитной артиллерии и одновременно КУКС зенитной артиллерии

с 1 октября 1924 года заведение было перебазировано в Севастополь. 
В Севастополе учебное заведение называлось: Специальная школа старшего и среднего командного состава зенитной артиллерии; с 1 ноября 1924 года — Курсы усовершенствования командного состава зенитной артиллерии РККА; с 1 октября 1927 года — Школа зенитной артиллерии РККА. Первый выпуск новой школы уже из 156 человек состоялся в сентябре 1929 года. В 1930 году школу окончил будущий генерал армии С. М. Штеменко. 
Стали генералами и другие выпускники Севастопольской школы зенитной артиллерии – В. А. Герасимов, Л. Г. Лавринович, М. В. Антоненко, В. А. Рождественский и П. А. Долгополов. Командирами учебной батареи школы были известные впоследствии военачальники генерал армии В. А. Пеньковский, генерал-полковник Г. Н. Орел, и командиры-зенитчики: генерал-лейтенанты Н. К. Васильков, С. И. Макеев, Н. В. Марков и генерал-майор М. М. Процветкин. 
Всего в 1924—1933 годах в КУКС зенитной артиллерии было произведено 22 выпуска общей численностью 2200 слушателей. В дальнейшем они были отделены от школы и дислоцировались в Ленинграде, Москве, Евпатории и стали Центральными офицерскими Краснознаменными курсами зенитных ракетных войск ПВО в/ч 55780 в посёлке Костерёво. Расформированы в 2007 году. 
с 16 марта 1937 года — Севастопольское училище зенитной артиллерии РККА (СУЗА). Срок обучения - 2 года. Осенью 1938 года училище значительно расширили. Вместо двух дивизионов сформировали четыре учебных дивизиона общей численностью 1200 человек и четыре батальона боевого обеспечения. При училище также были организованы курсы подготовки комсостава запаса на 300 слушателей. Продолжала совершенствоваться и учебно-материальная база. Были созданы хорошо оборудованные лаборатории стрельбы, материальной части, приборов, электротехники, связи, военно-инженерного дела, тактики, прожекторного и автомобильного дела. В 1939—1940 годах в училище также поступили новые зенитные орудия и прибор ПУАЗО-3.Однако результатами вышеописанной модернизации смогли воспользоваться в основном уже курсанты военного времени. Командовал училищем полковник Морозов, военком - Тарасов. Располагались учебные корпуса на Корабельной стороне в казармах бывшего 49-го Брестского полка, возле памятника герою обороны города в Крымской войне матросу Кошке. 
Всего в довоенные годы Севастопольское училище произвело 61 выпуск командиров общей численностью 4586 человек.  
В начале войны в училище было сформировано несколько курсантских зенитных батарей. В августе 1941 года, матчасть училища была эвакуирована сначала в город Петровск Саратовской области, а позже — в Уфу. Часть курсантов сняли с батарей и отправили на окончание учёбы, часть осталась добровольцами в батареях главной базы ЧФ и участвовала в обороне Севастополя. В 1944 году училище стало краснознамённым.  

### Житомирское Краснознаменное зенитно-артиллерийское училище
После окончания войны — переведено в Житомир (1946). В 1947 году учебное заведение получило новое название — Житомирское Краснознаменное зенитно-артиллерийское училище. Срок обучения - 4 года. 
31 января 1968 года училище было переведено в разряд высших и получило название Житомирское высшее ракетное командное Краснознаменное училище ПВО. В 1973 году училище получило почётное наименование — имени Ленинского комсомола. 15 ноября 1979 года награждено орденом Октябрьской Революции.

### Современный период
В 1996—1997 годах учебное заведение имело статус военного факультета радиоэлектроники при Житомирском инженерно-технологическом институте (ныне Государственный университет «Житомирская Политехника»), после чего снова стал отдельным высшим военным учебным заведением. В 1999 году институту было присвоено имя Сергея Павловича Королёва, который родился в Житомире.
В 2007 году институт вошёл в состав Национального авиационного университета, а с 2013 года находился в составе Государственного университета телекоммуникаций.

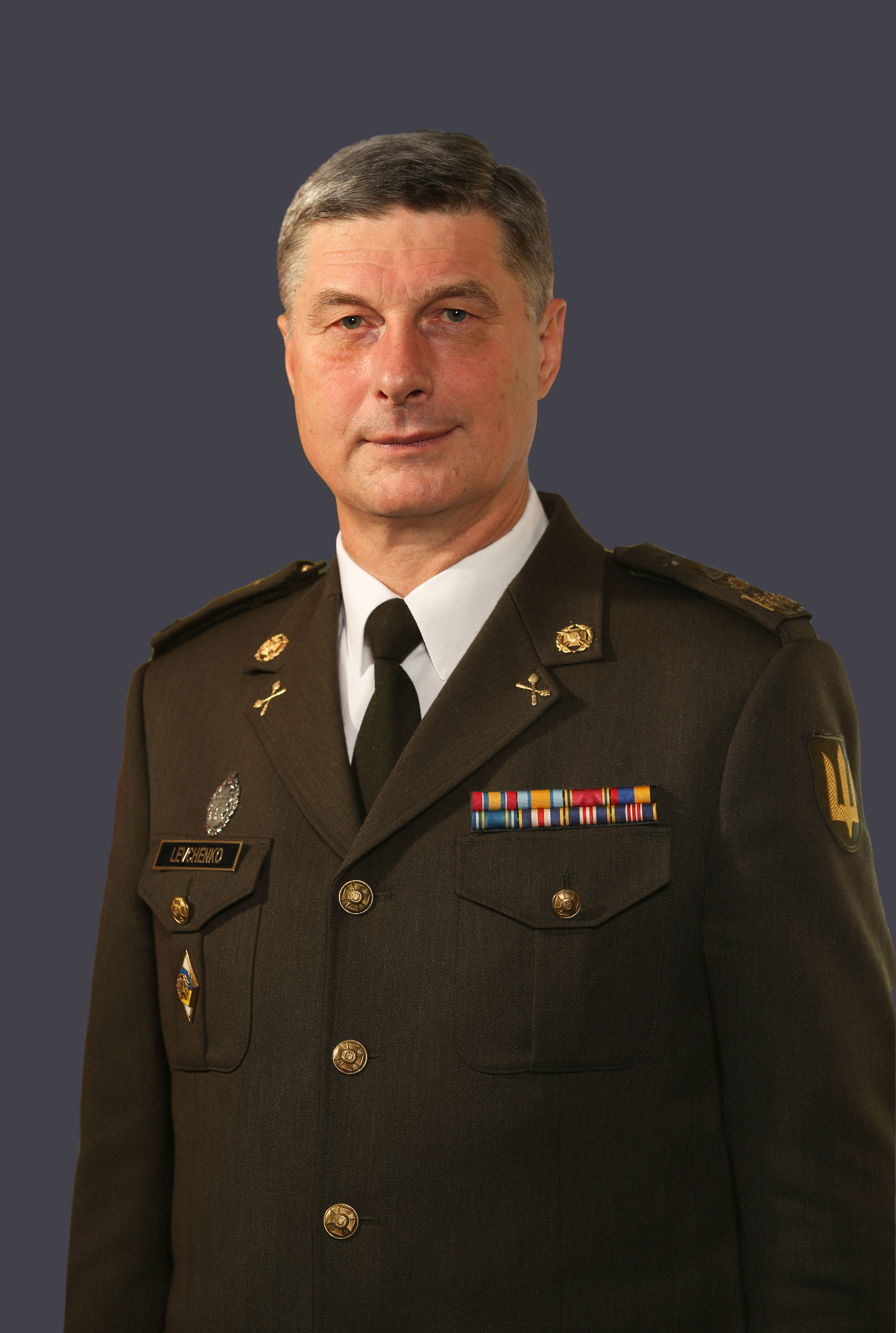
Левченко Александр Витальевич, ректор института с 2016 года

Согласно постановлению Кабинета Министров Украины от 30 января 2015 года № 94 Житомирский военный институт имени С. П. Королева вышел из состава Государственного университета телекоммуникаций и стал самостоятельным высшим учебным заведением.
Ректором института в настоящее время является генерал-майор Левченко Александр Витальевич.

## Награды
- Орден Красного Знамени — награждено указом Президиума Верховоного Совета СССР от 8 декабря 1944 года в ознаменование 25 годовщины Севастопольского училища зенитной артиллерии, за выдающиеся успехи в подготовке офицерских кадров для Красной Армии и боевые заслуги перед Родиной.